# Mangaung Metropolitan Municipality
Die Mangaung Metropolitan Municipality (kurz Mangaung) ist eine Metropolgemeinde in der südafrikanischen Provinz Freistaat. Der Sitz der Verwaltung befindet sich in Bloemfontein.
Der Gemeindename ist das Sesotho-Wort für Platz der Geparden.

## Geschichte
Die Gründung der Metropolgemeinde erfolgte im Wesentlichen auf Basis des Gebiets der ehemaligen Distriktgemeinde Motheo District Municipality. Mit Wirkung vom 3. August 2016 kamen die Lokalgemeinde Naledi und der Ort Soutpan/Ikgomotseng aus der Lokalgemeinde Masilonyana zu Mangaung.

## Städte und Orte
- Bloemfontein
- Botshabelo
- Thaba Nchu
- Dewetsdorp (seit 2016)

## Demografie
Zensus 2011
Im Jahr 2011 hatte die Metropolgemeinde 747.431 Einwohner in 231.921 Haushalten auf einer Gesamtfläche von 6283,99 km². Davon waren 83,27 % schwarz, 11,01 % weiß, 5,00 % Coloureds, 0,43 % Asiaten bzw. Inder und 0,3 % andere.
Mikrozensus 2016
Die Bevölkerungszahl war im Jahr 2016 auf 787.803 Personen in 265.561 Haushalten angestiegen.
Zensus 2022
Gemäß der Volkszählung 2022 lebten in der Metropolgemeinde 811.431 Einwohner in 229.426 Haushalten.